# 刑事吉永誠一 涙の事件簿
『刑事吉永誠一 涙の事件簿』（けいじよしながせいいち なみだのじけんぼ）は、2004年から2016年までテレビ東京・BSジャパン共同制作で放送された刑事ドラマシリーズ。主演は船越英一郎。
本項での「第○作」は単発ドラマ、「S」はseasonを表す。
タイトルは『熱血刑事・吉永誠一』（第1作） → 『刑事吉永誠一 涙の事件簿』（第2作 - S1） → 『新・刑事吉永誠一』（S2） → 『刑事 吉永誠一』（第13作） → 『刑事 吉永誠一 ファイナル』（第14作）
2時間ドラマの放送枠は「女と愛とミステリー」（第1作・第2作）、「水曜ミステリー9（第1期）」（第3作 - 第7作）、「水曜ミステリー9（第2期）」（第8作 - 第12作）、「水曜エンタ・水曜ミステリー9」（第13作）。
作品の時間軸は、第1作〜第12作 → S1 → S2 → 第13作 → 第14作。

## 概要
仕事一筋の熱血刑事、しかし半面、家族を大切にする愛妻家神奈川県警の刑事「吉永誠一」の活躍を描くミステリードラマである。船越英一郎と中山忍が13歳の年の差を感じさせない愛情あふれた夫婦を演じるのも、この作品のみどころ。黒川博行の原作（こちらでは吉永は大阪府警所属で、全編で大阪弁による会話が展開される。また、吉永を含めた複数の刑事がかわるがわる主役や脇役をつとめている）も、ミステリーファンから支持されている。
2006年8月に放送された第4作「いちばん大切な死体（ひと）」では、京都地検の女で共演する名取裕子が友情出演。水曜ミステリー9史上1位となる視聴率14.9%（関東地区）を記録。船越自身も連載を持っているテレビ誌で「とてもうれしい。」と喜びを爆発させた。
水曜ミステリー9枠が2009年春の改編によって一旦休止、2011年秋の改編で2年半ぶりに復活したため、第7作と第8作の間に3年の間隔が空いている。このシリーズ再開及び続く第9作の際に、誠一の所属する班の顔ぶれも交代している。
2013年10月期から「金曜8時のドラマ」の第1作作品として、連続ドラマが放送された。2014年10月期から『新・刑事吉永誠一』とタイトルを変えてS2が放送された。テレビ東京開局50周年特別企画作品。
テレビ東京では2013年10月25日の13:25 - 15:25にS1第1話の再放送を放送した他、2013年11月15日から12月20日まで「ランチチャンネル」金曜枠において再放送を実施した。
2016年からは再度2時間ドラマとして「水曜エンタ・水曜ミステリー9」枠で放送されたが、12月28日の『刑事 吉永誠一 ファイナル』 をもってシリーズ完結となった。

## キャスト

### 吉永家
吉永誠一（よしなが せいいち）
演 - 船越英一郎（高校生：松村遼〈第14作〉）
経歴：神奈川県警捜査一課 深町班（第1作・第2作）
→ 神奈川県警捜査一課 平塚班（第3作）
→ 神奈川県警捜査一課 深町班（第4作 - 第7作）
→ 神奈川県警捜査一課 片山班（第8作 - S2）
→ 神奈川県警捜査一課 吉永班班長（第13作・第14作）
→ 神奈川県警察学校第一教養部教官（第14作）
階級：警部補 → 警部
仕事も家庭も大事にする熱血刑事。真犯人や関係者に事件の全貌を明かす際、その事情に涙を流すことが多い。県警鴨居官舎に愛する家族と一緒に住んでおり、5つ上の姉がいる。
署内には「吉永が非番の日に事件が発生する」というジンクスが存在し、家族団欒や菜摘のイベントを邪魔されることがお約束になっている。第8作で片山班に移動。第13作からは吉永班の班長に就任。
神奈川県立湘北高等学校の卒業生（第76期生）で元ボクシング部員（第14作）。第14作で警察庁への出向を打診されたが、最終的に話を断り「後進を育てる」という本人の強い希望で刑事を辞め、警察学校の教官に異動した。
吉永照子（よしなが てるこ）
演 - 中山忍
誠一の妻。通称：デコ。誠一とは12歳年下で、彼を愛するがゆえに時折やきもちを焼いている。夫の仕事に理解を示しており、捜査にも協力的。
第1作で菜摘を出産、第12作の終盤で第2子の妊娠が判明。S1最終話で鼓太郎を出産する。第3作で高校のバレーボール部の先輩の月村素子を小沢に紹介する。
吉永菜摘（よしなが なつみ）
演 - 庵原涼香（第2作）、稲垣鈴夏（第3作 - 第7作）、須藤菜々子（第8作 - 第14作）
誠一と照子の娘。シリーズが進むごとに、しっかりした女の子へと成長している。
吉永鼓太郎
演 - 灘辺敬太朗&灘辺爽太朗（S2 - 第13作）、志田歩（第14作）
誠一と照子の息子、菜摘の弟。

### 神奈川県警察本部

#### 深町班
川崎拓司
演 - 河原さぶ（第1作 - 第7作）
経歴：神奈川県警捜査一課 深町班（第1作・第2作）
→ 神奈川県警捜査一課 平塚班（第3作）
→ 神奈川県警捜査一課 深町班（第4作 - 第7作）
係長。呼称は川さん。暴走しがちな吉永を制する役回り。
文田涼人
演 - 吉満涼太（第1作・第3作 - 第7作）
経歴：神奈川県警捜査一課 深町班（第1作）
→ 神奈川県警捜査一課 平塚班（第3作）
→ 神奈川県警捜査一課 深町班（第4作 - 第7作）
後藤誠
演 - 遠山俊也（第1作 - 第7作）
経歴：神奈川県警捜査一課 深町班（第1作・第2作）
→ 神奈川県警捜査一課 平塚班（第3作）
→ 神奈川県警捜査一課 深町班（第4作 - 第7作）
5人の子を持つ。
木島
演 - 渋谷哲平（第2作）
捜査一課の刑事。
深町剛男
演 - 大杉漣（第1作 - 第2作・第4作 - 第7作）
深町班班長。誠一の執念深さを高く評価している。

#### 平塚班
平塚次郎
演 - 佐戸井けん太（第3作）
平塚班班長。

#### 片山班
九条一馬（くじょう かずま）
演 - 柿澤勇人（S2）
経歴：神奈川県警捜査一課 管理官（S2第1話）
→ 神奈川県警捜査一課 片山班（S2第1話 - 最終話）
→ 殉職（S2最終話）
階級：警視 → 警視長（2階級特進）
東大在学中に弁護士資格も取得した警察官僚。一度は県警本部捜査一課の管理官に就任したが、本人たっての希望で特例として3カ月限定で片山班の刑事に着任する。
最終話で、爆破事故に巻き込まれ、昏睡状態になる。一度は目を覚ましたが、容体が悪化し、殉職。
六条利之
演 - 松澤一之（第8作）
捜査一課の刑事。
立花芳樹
演 - 加瀬信行（第8作）
捜査一課の刑事。
木谷久三
演 - 嘉島典俊（第8作）
捜査一課の刑事。

#### 吉永班
鑑貴一（かがみ きいち）
演 - 小泉孝太郎（第12作 - 第14作）
経歴：本牧署（第12作）
→ 神奈川県警捜査一課 片山班（S1 - S2）
→ 神奈川県警捜査一課 吉永班（第13作・第14作）
階級：巡査
第12作では本牧署に勤務していたが、その後捜査一課へ異動し、小沢に代わり誠一と新コンビを組む。以前は会社員だった。
父である貴志は、神奈川県警で敏腕刑事として活躍していたが、5年前に殉職している。母は佐和子。
玉田隆一（たまだ りゅういち）
演 - 山田純大（第9作 - 第14作）
経歴：神奈川県警捜査一課 片山班（第9作 - S2）
→ 神奈川県警捜査一課 吉永班（第13作・第14作）
階級：巡査部長
強情な面もあり、事件の推理について誠一と衝突することがある。捜査の過程で重要な情報を仕入れてくることも多く、その情報を誠一らへ報告する際には「ちょっと面白いことが分かりました」と前置きするのが定番。母は貴代。異父妹は千尋。
木島拓也（きじま たくや）
演 - 松尾諭（第9作 - 第14作）
経歴：神奈川県警捜査一課 片山班（第9作 - S2）
→ 神奈川県警捜査一課 吉永班（第13作・第14作）
階級：巡査部長
玉田とコンビを組む刑事で捜査にパソコンを活用している通称「データマン」。絵も得意で、目撃証言を元に似顔絵を作成することもある。
牧村仁（まきむら じん）
演 - 河西健司（第9作 - 第14作）
経歴：神奈川県警捜査一課 片山班（第9作 - S2）
→ 神奈川県警捜査一課 吉永班（第13作・第14作）
階級：警部補
呼称は仁さん。熱くなった誠一の止め役でもあるベテラン刑事。オヤジギャグ好きで、深刻なときにもついダジャレなどを言ってしまう（本人曰くもはや「病気」らしい）。娘は茜。

#### 鑑識課
一色理香（いっしき りか）
演 - 平山あや（S1 - S2）
階級：巡査 → 巡査部長
主任。
小沢慎一（おざわ しんいち）
演 - 林泰文
経歴：神奈川県警捜査一課 深町班（第1作・第2作）
→ 神奈川県警捜査一課 平塚班（第3作）
→ 神奈川県警捜査一課 深町班（第4作 - 第7作）
→ 神奈川県警捜査一課 片山班（第8作 - 第12作）
→ 神奈川県警鑑識課（S1 - 第14作）
階級：巡査部長
第8作で誠一が片山班に移動後、小沢も片山班に移動になった。刑事時代は誠一とコンビを組んでいたが、本人の希望で鑑識課へ異動となった。
刑事らしからぬ軽率な発言や気の利かない行動が多い。普通自動車免許を所持しておらず、覆面パトカーを運転するときは誠一が担当していた。一方で何気ない言葉が事件解決の糸口に繋がることもあり、誠一とのコンビは良くも悪くも名コンビであった。
第3作で照子から月村素子を紹介されるが悲恋に終わる。
塚田篤志（つかだ あつし）
演 - 金山一彦（S1 / S2第8話）
階級：警部補
主任 → 課長。誠一とは同期で、交番勤務時代にお互いが刑事を目指し張り合っていたが、その後は鑑識の道に進む。
水島信吾（みずしま しんご）
演 - 佐藤孝之（S1 - 第14作）
階級：巡査 → 巡査部長
六条鉄馬（ろくじょう てつま）
演 - 長島琢磨（S1 - 第14作）
階級：巡査
三上
演 - 佐藤裕（第2作）

#### 捜査一課
片山桐子（かたやま きりこ）
演 - 眞野あずさ（第8作 - S2 / 第14作）
経歴：神奈川県警捜査一課 片山班班長（第8作 - S2）
→ 神奈川県警本部 管理官（第14作）
階級：警部 → 警視
第8作で片山班に移動してきた吉永とは交際歴があり、現在も班のミーティングとは別に二人きりのときは吉永に助言を求めることがある。
第13作は警視庁に出向のため不在。
緒形雄一
演 - 大石吾朗（第11作）
捜査一課課長。
辰巳耕造（たつみ こうぞう）
演 - 中原丈雄（S1）
階級：警視
捜査一課管理官。生え抜きタイプの管理官で、手柄を上げる為なら証拠捏造等の違法捜査も辞さない偏った正義感の持ち主。以前吉永と片山が交際していたことを知っていて、何かにつけて意見が対立する吉永とは犬猿の仲である。生前の貴一の父・貴志とは、互いの捜査方法を巡って対立することが多く、5年前、貴志が狭心症を患っていることを知りながらも捜査班から外す事はせず、車に待機させた貴志が張り込みに戻った際に犯人と出くわし射殺されたことについても「自業自得だ」と冷たく言い放った。
沢田正
演 - 後藤凌二（S2第1・5・最終話）
沢田班班長。

#### 捜査二課
望月哲也
演 - 金田明夫（第1作 - 第3作）
捜査二課の刑事。

#### 幹部
神山隆治
演 - 大石吾朗（S2第1・5・8・最終話 / 第13作・第14作）
階級：警視監
本部長。

### 警察関係者の家族
鑑貴志（かがみ たかし）
演 - 古谷一行（特別出演 / S1）
階級：警部（殉職時）
鑑貴一の父。神奈川県警の刑事だったが犯人に撃たれて殉職。
吉永誠一が駆け出しだった頃の班長で、彼の師匠に当たる上司。狭心症を患っており、5年前に犯人との揉み合いの最中に発作が起こり、拳銃を奪われ射殺された。
鑑佐和子
演 - 多岐川裕美（友情出演 / S1第8話）
鑑貴一の母。貴志の妻。
江端千尋
演 - 鯉迫ちほ（S2第2話・第3話）
玉田隆一の異父妹。江端篤志の妻。8年前、高校時代の美術の臨時講師だった江端と結婚するため、家族に紹介したが玉田に反対され家を出て行く。
玉田貴代
演 - 川島美津子（S2第2話・第3話）
玉田隆一と江端千尋の母。シングルマザー。3年前死亡。
牧村茜
演 - 伊東愛（S2第6話）
牧村仁の娘。

### 重田家
重田流星
演 - 諒太郎（S2第1・2・5話 - 第8話）
ちなみの兄。小料理「ひろこ」の板前。
重田ちなみ
演 - 小林歩乃佳（S2第1話）
被害者NO.1。
重田敏美
演 - 宮崎美子（S2第1・2・4話 - 第8話）
ちなみの母。小料理「ひろこ」の女将。
重田高雄
演 - 渡辺徹（S2第1・5・8話）
ちなみの父。電気めっき工場の元社長。失踪中。

### ゲスト
第1作 - 第14作 / season1 / season2

#### 第1作 - 第14作（2004年 - 2016年）
第1作「絵が殺した女」（2004年）
- 熊谷信義（熊谷画廊 オーナー） - 大和田伸也
- 細江佐江子（細江の妻） - 朝加真由美
- 伊原聖子（仁仙堂 社員） - 斎藤陽子
- 生野槙子（細江の愛人） - 矢部美穂
- 黒田雅子（黒田の妻） - 山口果林
- 細江仁司（仁仙堂 社長） - 南条豊
- 黒田道弘（日本画家） - 有川博
- 阿東（静岡県警捜査一課 刑事） - 松永博史
- 吉井百合子（元日本画家の卵・10年前死亡） - 橋本愛実
- 鹿野伊三夫（鹿野昭峩堂 店主） - 火野正平

第2作「帰れない遺骨」（2004年）
- 古川悦子（古川の娘） - 秋本奈緒美
- 古川総次郎（甲府記念病院の入院患者・元大工） - 左とん平
- 玉田（玉田工務店 社長） - 吉村明宏
- 相沢由夏（悦子の友人） - 仁藤優子
- 宇佐美謙三（代議士） - 山崎大輔
- 籠谷伸一（医師） - 谷本一
- 笹沢（笹沢工務店 社長） - 俵木藤汰
- 池内彰子（クラブ「アルテミス」ホステス） - 竹本聡子
- 太田慎哉（ホスト） - 村田真乙
- 染谷夕子 - 平手舞
- 佐伯和久（サオス建築設計事務所 社長） - 布施博

第3作「一億円の幸せ」（2005年）
- 川添律子（川添の妻・名古屋の資産家の娘） - 遠野凪子
- 杉井悦子（チェリーファイナンス 社員） - 井上晴美
- 美容師 - KABA.ちゃん
- 川添隆幸（帝協銀行本牧支店 融資課長） - 乃木涼介
- 桜木肇（チェリーファイナンス 社長） - 坂西良太
- 紅茶と料理の店「サモアール」店長 - 南雲勝郎
- 山田治（赤い髪の男・フリーター） - 根岸大介
- 籠谷伸一（帝協銀行本牧支店 行員・新婚） - 俵広樹
- 熊谷信義（帝協銀行本牧支店 行員・新婚） - 白木隆史
- 鮫島博人（トラック運転手） - 三角大
- 山田のアパート管理人 - 藤井びん
- 金髪の男 - 加賀健治
- 須田隼人（科学警察研究所 警察技術要員） - 小宮健吾
- 朝野恭子（帝協銀行本牧支店 支店長） - あいはら友子
- 月村素子（帝協銀行本牧支店 行員・吉永照子の高校の先輩） - 藤田朋子

第4作「いちばん大切な死体（ひと）」（2006年）
- 河村敦夫（陶芸家・晋陶会 事務長） - 風間トオル
- 菊地圭（陶芸家・晋陶会 副理事長） - 井上純一
- 宗方修一（加川の弟子） - 前田耕陽
- 加川昌（陶芸家・晋陶会 副理事長） - ひかる一平
- 藤井美和（雅子の妹） - 堀越のり
- 安永さゆり（ラブホテル掃除婦） - 名取裕子（友情出演）
- 藤沢 - 城後光義
- 加川雅子（加川の妻） - 杏野さや
- 池内冴子（美和の友人） - 宮沢麻衣
- 大沢昌樹（敏子の息子） - 梅澤太一
- 大沢敏子（加川の愛人） - 国生さゆり

第5作「約束の指切り」（2007年）
- 沢木昌哉（横浜港湾建設 開発部長） - 平田満
- 沢木敏枝（沢木の妻） - 神保美喜
- 唐津幸造（漁師） - 掛田誠
- 赤峰美穂（赤峰の娘） - 田代さやか
- 清水雅之（神奈川県横浜みなと警察署 刑事） - 米山善吉
- 加山隆一（はるみの元恋人） - 福井博章
- 比留間昇（横浜港湾建設 社長） - 黒部幸英
- 赤峰武士（神奈川県横浜みなと警察署 署長） - 西岡徳馬
- 水谷勝彦（水谷メディアシステム 社長） - 滝直希
- 沢木はるみ（沢木の娘・5年前自殺） - 萬井真代
- 水泳教室のインストラクター - 武田美保
- 立花治（横浜港湾建設 現場監督） - 鈴木ヒロミツ

第6作「五億円の黒い白髪」（2007年）
- 土屋弥生（辰彦の愛人・小料理屋「やよい」女将） - 山口果林
- 滝沢涼子（辰彦の長女） - 岡まゆみ
- 榊真一郎（辰彦の長男） - 寺尾繁輝
- 滝沢俊之（涼子の夫） - 吉村明宏
- 榊真二郎（辰彦の二男・榊ビル 社長） - 武野功雄
- 榊久子（辰彦の本妻） - 佐久間良子
- 葛西喜一郎（葬儀社「永松祭典」従業員） - 徳井優
- 前島美枝子（ホステス） - 仁藤優子
- 榊辰彦（榊ビル 会長・故人） - 千波丈太郎
- 土屋琢磨（弥生の息子・小料理屋「やよい」板前） - 菊池健一郎
- 永松晋（永松祭典 社長） - 春海四方
- 岡村（諏訪南警察署 刑事） - 阪田マサノブ
- 永松浩次（晋の弟・永松祭典 副社長） - 佐野圭亮
- 仲居 - 田村もとこ

第7作「不幸を呼ぶ宝石」（2008年）
- 羽村弘美（外交官の妻・横浜カルチャースクール 生徒） - 野村真美
- 原田しのぶ（フリーター・健二の妻） - 馬渕英俚可
- 竹中隆一（宮城から出稼ぎで上京） - 丸岡奨詞
- 湯河原旅館「阿しか里」女将 - 鹿取洋子
- 河野啓子（横浜カルチャースクール 生徒） - 杏野さや
- 深山秀人（深山画廊 店主） - 石丸謙二郎
- 村上光行（画家） - 山中崇史
- 山本（裏のブローカー） - 神尾佑
- 目黒（村上の借家の大家） - 鈴木美恵
- 大野（宝石店店主） - 岡田太郎
- 江崎（鎌倉南警察署 刑事） - 宮本大誠
- 原田健二 - 泉知束
- 男性事務員 - 黒川博行（友情出演）
- 竹中房枝（竹中の妻） - 丘みつ子

第8作「虹が消えた交差点」（2011年）
- 新海由美（横浜緑ヶ丘総合病院 看護師） - 三津谷葉子
- 川瀬良彦（最初の被害者の父） - 吉村明宏
- 川瀬治子（最初の被害者の母） - 杏野さや
- 池田浩平（涼子の父） - ホリベン
- 池田好美（涼子の母） - 栗田よう子
- 安田郁代（クイーンストン商事 秘書） - 堀越のり
- 酒井貞雄（最初の被害者のストーカー） - 八戸亮
- 安藤真知子（江角の元妻） - 伊藤かずえ
- 大迫靖樹（東京ハサウェイ 商品企画部 チーフマネージャー） - 鈴木一真
- 神谷昌孝（キャバクラの呼び込み） - 佐藤孝之
- 看護師 - 中村直美
- 池田涼子（第2の被害者） - 吉岡奈都美
- 安藤杏奈（真知子の娘・故人） - 野村ゆあ
- 新海平八（由美の父・運送会社社長） - 中丸新将
- 江角正之（宝石商・クイーンストン商事 社員） - 国広富之

第9作「迷い骨」（2012年）
- 浜口慶子（ホステス・元美容師） - 田中美里
- 浜口善教（慶子の夫） - 長谷川朝晴
- 風間勇一（風間ファイナンス 社長） - 相島一之
- 篠山浩二（篠山製作所 社長） - 木下ほうか
- 内川道夫（工場勤務） - 内田朝陽
- ヤヨイ（ママ） - 今陽子
- 清水（住職） - 唐沢民賢
- 豊田（歯科医） - 山口粧太
- 川井（弁護士） - 後藤凌二
- ラン - 北嶋マミ
- 須藤輝 - 松本実
- 岩本光子 - ふくまつみ
- 遠山（横浜みなと中央交番 巡査長） - 窪寺昭
- 浜口剛（善教の父） - 江良潤
- 川島 - 速見領
- 内川春子（内川の母） - 今野ひろみ

第10作「沈黙の宴」（2012年）
- 安井佳子（クリーニング工場勤務） - 床嶋佳子
- 新倉一平（新倉の息子） - 金井勇太
- 瀬良昌孝（ふぐ料理チェーン「大谷楼」関東本部長） - 金山一彦
- 宮本ユキナ（キャバクラ勤務） - 多岐川華子
- 松下照幸（料亭「浜ふぐ」本店板長） - 菊池健一郎
- 安井謙二（佳子の夫・パチンコ店員） - 渋谷哲平
- 南原規子（料亭「浜ふぐ」仲居） - 赤澤ムック
- 三島達也（料亭「浜ふぐ」板前） - 出口哲也
- 水木真理 - 町理恵
- 飛田拓次（板前） - 石田尚巳
- 安井翔太（佳子の息子・失語症） - 澤田陸
- 戸村（店長） - 並木幹雄
- 山谷喜和子（佳子の母） - 水野久美
- 新倉善造（料亭「浜ふぐ」2代目社長） - 本田博太郎

第11作「赤い遺産」（2013年）
- 塩見耕介（赤沢総合商事 秘書） - 阿部力
- 赤沢雪乃（佐智枝の連れ子） - 井村空美
- 田川重光（赤沢総合商事 運転手） - 螢雪次朗
- 武谷直紀（顧問弁護士） - 小須田康人
- 赤沢良樹（赤沢の前妻との子） - 尾上寛之
- 則竹昌代（赤沢の愛人・クラブホステス） - 友倉由美子
- 丸之内（神奈川県警特殊班） - 谷川昭一朗
- 宮本（宮本屋あられ本舗 2代目社長） - 田窪一世
- 坂崎達也（行員） - 板倉光隆
- 江頭（園長） - 谷本一
- 赤沢佐智枝（赤沢の後妻） - 藤田朋子
- 赤沢宣良（赤沢総合商事 社長） - 田村亮

第12作「親しい敵」（2013年）
- 田代恭子（由紀の幼馴染） - 遠藤久美子
- 清川幹雄（建築家） - 野村宏伸
- 村尾淳子（恭子と由紀の大学時代の友人） - 佐藤仁美
- 清川由紀（清川の妻） - 一戸奈美
- 島本友哉（獣医） - 湯江健幸
- 牧野春樹（恭子の元恋人） - 永沢たかし
- 添田真奈美（恭子と由紀の大学時代の友人） - 伊佐美紀
- 藤井（刃物屋店主） - 杉林功
- 田代義一（恭子の父・醤油醸造所「金路」元社員） - 鶴田忍

第13作「湖で拾った女」（2016年）
- 宇津木愛（神奈川県警小田原西警察署 刑事） - 佐津川愛美
- 檜山彰宏（カウンセラー） - 波岡一喜
- 坂井大介（ドラッグストア店長） - デビット伊東
- 石崎武彦（ルートブリッジ 社長・聡の旧友） - 石橋保
- 根室聡（派遣社員・ルートブリッジ 元社長） - 松永博史
- 神崎（ドラッグストアのパート店員） - 比企理恵
- 田辺（ルートブリッジ 部長） - 鈴木秀人
- 神奈川県警小田原西警察署 刑事 - 志村東吾、松川貴弘
- 静岡県警本部 刑事 - 道脇広行
- 植物園スタッフ - 西村雄正
- 根室澪（聡の妻・ドラッグストアのパート店員） - 高橋かおり
- 根室（聡の母） - 上岡紘子
- 羽村（澪の母） - 今本洋子
- 松下 若菜（スナックの店員） - 愛原実花
- 桜木（ドラッグストアのパート店員） - 紺野今日子
- 木田（ドラッグストアのパート店員） - はやしだみき
- 久留米（ドラッグストアのパート店員） - 狩野裕香
- 「三河屋旅館」仲居 - 井上麻美
- 角田綱吉（横浜カメラサークル 会員） - 出光元
- 江藤淳司（横浜カメラサークル 会員） - 穂積隆信
- 緒方則夫（横浜カメラサークル 会員） - 山本學

第14作「シリーズ完結！最後の大捜査」（2016年）
- 酒井直子（NPO法人「サムデイ」代表・吉永誠一の初恋相手で高校の同級生） - 手塚理美
- 水口邦男（直子の元夫・吉永誠一の高校の同級生） - 伊藤正之
- 福原孝治（NPO法人「サムデイ」事務長・元コーヒー店員） - 大西武志
- 高柳啓吾（横浜理科大学 薬学部 教授・津村の教え子） - 並樹史朗
- 辺見慎介（リサイクル企業「エコロジーウィング」社長） - 仲本工事
- 津村文子（津村の妻） - 立石涼子
- 安達晴彦（横浜理科大学 高柳研究室 助手） - 南雲勝郎
- 長谷部修（横浜理科大学 薬学部 准教授・高柳研究室所属） - 成島敏晴
- 矢島恵（横浜理科大学 高柳研究室 助手） - 脊山麻理子
- 三浦（吉永誠一の高校の同級生） - 小川敏明
- 山中良二（イントロの逃亡犯） - 福井弘一
- 津村真奈美（津村と文子の娘・4年前 急性白血球症で死亡） - 向衣琴
- リサイクル企業「エコロジーウィング」秘書 - 桃乃木まゆ
- 水口良太（水口と直子の息子・2年前 小児ガンで死亡） - 生駒星汰
- 津村健三（元教師・吉永誠一の高校時代の恩師） - 里見浩太朗（特別出演）

#### season1（2013年）
第1話「熱血&クールコンビが難病少女の夢を守る巨悪詐欺を許すな！」
- 神保千香（花の母） - 白石美帆
- 黒木好夫（弥生の内縁の夫） - 橋本さとし
- 石原望（小児病棟看護師） - 入来茉里
- 三上達也（千香の弟） - 夏原諒
- 須永弥生（風水占い師） - 玄覺悠子
- 柏木真梨恵（黒木の交際相手） - 仁科あい
- 神保花（心臓疾患患者） - 栗本有規
- 神保豊（花の父） - 石井正則

第2話「飛びおりた覆面男」
- 田崎正則（日南子の隣人） - 神山繁
- 杉山日南子（会社員） - 木南晴夏
- 久保田彰（日南子の恋人） - 山本剛史
- 柄本繁（下着泥棒） - 森岡龍

第3話「魔性の母」
- 仙道亜紀（定男の妻） - 荻野目慶子
- 仙道さやか（定男と亜紀の娘） - 佐藤すみれ
- 入江大輔（亜紀の元恋人） - 山本浩司
- 福井春彦（アパレル会社「SENDOH」副社長） - 久ヶ沢徹
- 寺沢一馬（亜紀のホステス時代の客） - RIKIYA
- 泉谷（荒崎東警察署 刑事） - 市川勇
- 野上里佳子（アパレル会社「SENDOH」社長秘書） - 小橋めぐみ
- 仙道定男（アパレル会社「SENDOH」社長） - 大西耕治

第4話「消えた指輪」
- 久保寺江梨子（幸夫の妻・ピアノ講師） - 黒谷友香
- 西沢明 - 落合モトキ
- 久保寺幸夫（絵本作家） - 加瀬信行
- 宮崎（幸夫の担当編集者） - 吉村明宏
- 花木雅恵（花木幼稚園 園長） - 山田スミ子
- 池橋鈴子（江梨子の母） - 香山美子

第5話「完全犯罪の男」
- 黒田竜彦（不動産ブローカー） - 吉田鋼太郎
- 白河美枝子（雄一郎の妻） - 大沢逸美
- 白河七海（雄一郎の娘） - 緑友利恵
- 白河雄一郎（白河地所 社長） - 難波圭一

第6話「信じた男は白か黒か5つの殺意と動機!!」
- 北沢誠二（臨海配送 配達員・元ヨコハマキルズの幹部） - 渡辺大
- 白河美羽（誠二の妻） - 杉本有美
- 新堂一馬（元ヨコハマキルズの幹部） - 載寧龍二
- 浜田暁（定食「三宝食堂」従業員・元ヨコハマキルズのメンバー） - 竹内寿
- 堺拓次（ヨコハマキルズのサブリーダー） - 阿部亮平
- 深山哲也（ヨコハマキルズのリーダー） - 大嶋航平
- 小森亜紀（堺の恋人） - 川辺優紀子
- 小野寺佐助（臨海配送 社長） - 原田大二郎

第7話「女タクシー運転手の秘密！消失した絆」
- 大杉洋子（「大栄交通」タクシー運転手） - 伊藤かずえ（中学生：森田想）
- 森田智治（立花の秘書） - 風見しんご
- 石川絵里（孝弘の妻・クラブ経営者） - 阿南敦子
- 大杉剛（洋子の夫） - 川嶋秀明
- 石川孝弘（フリージャーナリスト） - 伊原農
- 皆川博（バーテンダー） - 小池真吾
- 横山里美（横浜女子医科大学病院 看護師） - 吉川依吹
- 立花真弓（衆議院議員） - 野村真美（中学生：田中遥奈）

第8話「三億円強奪刑事を撃つ謎の銃弾」
- 西野明彦 - 松永博史（最終話にも出演）
- 小野寺（地域課警察官） - 滝裕二郎
- 河合はるか（女性警察官） - 田中瞳佳

最終話「巨悪を暴け!! 正義を貫く七人の刑事の絆」
- 前園尚人（自動車盗被害者） - 村杉蝉之介

#### season2（2014年）
第1話「家族と仲間達を愛し悪を憎む“あの男”が帰ってきた！イケメン刑事加入で緊急展開!! 冷凍死体にNo.1の文字 紫の女がつなぐ3つの連続殺人」
- 三田村啓吾（三田村製薬 副社長） - 入江雅人
- 犬山春樹（マダムシャーロック信奉者・病院長） - 矢柴俊博
- 佐久間裕司（亜紀の夫） - 城咲仁
- 犬山花絵（犬山の妻） - 宗清万里子
- 木原勇作（ちなみのストーカー） - 久野雅弘
- 刈谷理美（イベントコンパニオン） - 松山愛里
- 結城秋彦（被害者NO.3） - 宇賀神亮介
- 佐久間亜紀（被害者NO.2） - 櫂作真帆
- 大庭（指名手配犯） - 浜田大介

第2話「悪魔のペンが描く偽装殺人計画!! 妹はなぜ死んだ!?」、第3話「1/1000万円のワナ 巨悪を斬る逆転捜査」
- 鎌田真奈美（クラブホステス） - 宮地真緒（第2話のみ）
- 坂城公太（江端の大学時代の同期生） - 山崎樹範
- 江端篤志（江端千尋の夫・彫刻家） - 弓削智久
- 山本邦夫（クレジットカード盗難被害者） - スギちゃん（第2話のみ）
- 六浦忠雄（六浦倉庫 5代目社長・江端千尋の実父） - 朝日望
- 沢地（江端の知り合い） - 保科光志（第2話のみ）
- 武井竜二（歌手） - 甲斐よしひろ（スペシャルサンクス / 第2話のみ）
- 六浦広務（六浦倉庫 6代目社長・忠雄の弟） - 大和田獏（第3話のみ）

第4話「盲目の目撃者!! 6歳が聞いた“悪の音”」
- 寒川雄治（保険外交員） - 窪塚俊介
- 矢沢望美（視覚特別支援学校 教師） - 大塚千弘
- 大山直樹（オオヤマベーカリー オーナー） - 中村靖日
- 横田俊一（英里子の元夫） - 井田國彦
- 富樫英里子（オオヤマベーカリー パン職人） - 建みさと
- 富樫宏哉（英里子の全盲の息子） - 横山歩
- 中村朋子（警察病院看護師） - 阿部栞奈

第5話「満月の殺人トリック悪女の嘘と“誤算”」
- 中西朱里（岸田の秘書） - 寺田千穂
- 相馬友（中西の部下） - 吉井怜
- 松沢謙也（中西の元婚約者・レストランオーナーシェフ） - 斉藤祥太
- 韮山成美（ヤオフルの契約農家） - 下村侑子
- 長谷川みのり（ヤオフル 社員） - 仁藤萌乃
- 岸田愛美（ヤオフル 社長） - 床嶋佳子

第6話「“100の顔”を持つ死体!? 悪を愛した女」
- 夏目直樹（結婚詐欺師） - 大浦龍宇一
- 大和田孝之（ありさの父・大和田地所 社長） - 中丸新将
- 大和田ありさ（夏目の婚約者） - 小林涼子
- 大和田絹子（ありさの母） - 水木薫
- 大和田龍一（ありさの兄） - 西興一朗
- 丸ノ内浩二（ありさの元交際相手） - 玉置孝匡
- 黒木好美（結婚詐欺被害者・大和田家の家政婦） - 芳本美代子

第7話「リミットは48時間!! 17歳の殺人犯を救え」
- 矢野剛（秋田法律事務所の司法修習生） - 黄川田将也
- 金井響子（長江の婚約者・秋田法律事務所のアソシエイト弁護士） - 村井美樹
- 増谷陸（自殺未遂者・浜風高校 生徒） - 西井幸人
- 原正道（秋田法律事務所の弁護士） - 吉村明宏
- 長江俊正（秋田法律事務所の弁護士） - 花岡徹
- 秋田幸生（秋田法律事務所の所長） - 桑原辰旺

第8話「“連続爆破パズル”最終ピースは娘の死!? 迫る悪意」
- 青山崇（神奈川県警察本部 受付担当・元神奈川県警捜査一課 大隅班捜査官） - 賀集利樹（最終話にも出演）

最終話「連続爆破!!都市全域ターゲット…100人の容疑者が入れ替わる!? 姿なき知能犯が嘲笑う最凶トリック!! 命と共に散った刑事の正義」
- 渡利洋介（青山崇の元相棒） - 原田龍二
- 倉林元彦（前科者） - 小沢和義
- 石田（医師） - 山口勝弘
- 大隅満（元神奈川県警捜査一課 大隅班班長・片山桐子の元相棒） - 渡辺裕之

## スタッフ

### 第1作 - 第14作（スタッフ）
- 原作 - 黒川博行
- 脚本 - 田子明弘、ひかわかよ
- 監督 - 赤羽博（アベクカンパニー）、本橋圭太
- サウンドデザイン - 石井和之（SPOT）
- 技術協力 - ジャパンヴィステック
- 美術協力 - フジアール
- チーフプロデューサー - 小川治（テレビ東京 / 第1作・第2作）、大田哲夫（テレビ東京 / 第3作 - ）
- プロデューサー - 瀧川治水（テレビ東京 / 第2作 - ）、菅井敦（ホリプロ）、川島永次（ホリプロ）
- 製作 - テレビ東京、BSジャパン、ホリプロ

### 連続ドラマ（スタッフ）
- 原案 - 黒川博行
- 脚本 - 田子明弘、安藤康太郎 (S1)、白石雄大 (S1)、安井国穂 (S1)、ひかわかよ (S2)
- 音楽 - 鈴木隆太 (S1)、林久美子、梅野悠大
- 監督 - 赤羽博、池添博 (S1)、岡嶋純一 (S1)、本橋圭太 (S2)
- 主題歌
  - season1 - THE ALFEE「GLORIOUS」（ユニバーサルミュージック）
  - season2 - 甲斐バンド「Blood in the Street」[79]（キングレコード）
- オープニング曲 - 鈴木隆太 (S1)
- 助監督 - 岡嶋純一、日暮英典 (S1)、須藤洋子 (S1)、宮崎龍太 (S1)、久保田太啓 (S1)、尾本克宏 (S2)、鈴木新 (S2)
- サウンドデザイン - 石井和之
- タイトルCG - クロフネプロダクト (S1)、永見康明 (S1)、宮島壮司 (S2)
- 擬斗 - 深作覚
- 警察監修 - 尾崎祐司 (S2)
- 医療指導 - 中澤暁雄、山本昌督
- 看護指導 - マエカ (S1)、松島由貴子 (S2)
- ヨガ指導 - 亀山ななせ (S1)
- 技術協力 - WING-T (S1)、ブル (S1)
- 美術協力 - フジアール (S1)
- 照明協力 - ラ・ルーチェ (S1)
- 編集・MA - アムレック (S1)、バウムレーベン (S1)
- 音響効果 - スポット (S1)
- 企画協力 - 横山美智代 (S1)、田中信哉 (S1)
- チーフプロデューサー - 岡部紳二
- プロデューサー - 浅野太、川島永次、瀧川治水 (S1)、中田好美 (S1)、渡辺一仁 (S2)
- ラインプロデューサー - 稲葉有也 (S2)
- プロデューサー補 - 小松幸敏、杉坂幸則 (S1)、白石裕菜 (S1)、松本拓 (S2)
- 製作 - テレビ東京、ホリプロ

## 放送日程

### 第1作 - 第14作
| 話数 | 放送日         | サブタイトル               | 原作                                       | 脚本       | 監督     |
| ---- | -------------- | -------------------------- | ------------------------------------------ | ---------- | -------- |
| 1    | 2004年05月26日 | 絵が殺した女               | 「絵が殺した」（徳間書店）                 | 田子明弘   | 赤羽博   |
| 2    | 12月15日       | 帰れない遺骨               | 「ドアの向こうに」（東京創元社）           | 田子明弘   | 赤羽博   |
| 3    | 2005年11月16日 | 一億円の幸せ               | 「雨に殺せば」（東京創元社）               | 田子明弘   | 赤羽博   |
| 4    | 2006年08月09日 | いちばん大切な死体（ひと） | 「暗闇のセレナーデ」（東京創元社）         | 田子明弘   | 赤羽博   |
| 5    | 2007年01月24日 | 約束の指切り               | 「切断」（東京創元社）                     | 田子明弘   | 赤羽博   |
| 6    | 8月22日        | 五億円の黒い白髪           | 「黒い白髪」（文藝春秋刊）                 | 田子明弘   | 赤羽博   |
| 7    | 2008年10月01日 | 不幸を呼ぶ宝石             | 「キャッツアイころがった」（東京創元社刊） | 田子明弘   | 赤羽博   |
| 8    | 2011年10月12日 | 虹が消えた交差点           | 「アニーの冷たい朝」（東京創元社刊）       | 田子明弘   | 赤羽博   |
| 9    | 2012年06月20日 | 迷い骨                     | 「迷い骨」（講談社刊）                     | 田子明弘   | 赤羽博   |
| 10   | 10月17日       | 沈黙の宴                   | 「てとろどときしん」（講談社刊）           | 田子明弘   | 赤羽博   |
| 11   | 2013年04月03日 | 赤い遺産                   | 「爪の垢、赤い」（講談社刊）               | 田子明弘   | 赤羽博   |
| 12   | 10月02日       | 親しい敵                   | 「うろこ落し」（文藝春秋・刊）             | 田子明弘   | 赤羽博   |
| 13   | 2016年01月06日 | 湖で拾った女               |                                            | ひかわかよ | 赤羽博   |
| 14   | 12月28日       | シリーズ完結！最後の大捜査 |                                            | 田子明弘   | 本橋圭太 |

### season1
- 2013年10月11日[81] - 12月13日、全9話。
- 第1話は19時58分から21時48分の1時間50分SP。
- 第2話の原作は「飛び降りた男」。
- 2013年11月29日は『柔道グランドスラムTOKIO2013』中継のため、休止。

| 話数                                                          | 放送日         | サブタイトル                                            | 脚本       | 監督   |
| ------------------------------------------------------------- | -------------- | ------------------------------------------------------- | ---------- | ------ |
| 第1話                                                         | 2013年10月11日 | 熱血&クールコンビが難病少女の夢を守る巨悪詐欺を許すな！ | 田子明弘   | 赤羽博 |
| 第2話                                                         | 10月18日       | 飛びおりた覆面男                                        | 安藤康太郎 | 池添博 |
| 第3話                                                         | 10月25日       | 魔性の母                                                | 田子明弘   | 赤羽博 |
| 第4話                                                         | 11月01日       | 消えた指輪                                              | 白石雄大   | 池添博 |
| 第5話                                                         | 11月08日       | 完全犯罪の男                                            | 田子明弘   | 赤羽博 |
| 第6話                                                         | 11月15日       | 信じた男は白か黒か5つの殺意と動機!!                     | 田子明弘   | 池添博 |
| 第7話                                                         | 11月22日       | 女タクシー運転手の秘密！消失した絆                      | 安井国穂   | 池添博 |
| 第8話                                                         | 12月06日       | 三億円強奪刑事を撃つ謎の銃弾                            | 田子明弘   | 赤羽博 |
| 最終話                                                        | 12月13日       | 巨悪を暴け!! 正義を貫く七人の刑事の絆                   | 田子明弘   | 赤羽博 |
| 平均視聴率 6.8%（視聴率はビデオリサーチ調べ、関東地区・世帯） |                |                                                         |            |        |

### season2
- 2014年10月17日[83] - 12月12日、全9話。

| 話数   | 放送日         | サブタイトル | 脚本       | 監督     |
| ------ | -------------- | --- | ---------- | -------- |
| 第1話  | 2014年10月17日 | 家族と仲間達を愛し悪を憎む“あの男”が帰ってきた！イケメン刑事加入で緊急展開!! 冷凍死体にNo.1の文字 紫の女がつなぐ3つの連続殺人 | 田子明弘   | 赤羽博   |
| 第2話  | 10月24日       | 悪魔のペンが描く偽装殺人計画!! 妹はなぜ死んだ!?                                                                               | 田子明弘   | 本橋圭太 |
| 第3話  | 10月31日       | 1/1000万円のワナ 巨悪を斬る逆転捜査                                                                                           | 田子明弘   | 本橋圭太 |
| 第4話  | 11月07日       | 盲目の目撃者!! 6歳が聞いた“悪の音”                                                                                            | ひかわかよ | 赤羽博   |
| 第5話  | 11月14日       | 満月の殺人トリック悪女の嘘と“誤算”                                                                                            | ひかわかよ | 本橋圭太 |
| 第6話  | 11月21日       | “100の顔”を持つ死体!? 悪を愛した女                                                                                            | 田子明弘   | 岡嶋純一 |
| 第7話  | 11月28日       | リミットは48時間!! 17歳の殺人犯を救え                                                                                         | ひかわかよ | 赤羽博   |
| 第8話  | 12月05日       | “連続爆破パズル”最終ピースは娘の死!? 迫る悪意                                                                                 | 田子明弘   | 赤羽博   |
| 最終話 | 12月12日       | 連続爆破!!都市全域ターゲット…100人の容疑者が入れ替わる!? 姿なき知能犯が嘲笑う最凶トリック!! 命と共に散った刑事の正義          | 田子明弘   | 赤羽博   |